# André Lebey
André Lebey (10. srpna 1877 Dieppe – 1. ledna 1938 Paříž) byl francouzský spisovatel, historik a politik.

## Životopis
Narodil se v rodině Georga Lebeye (1850–1914) a Jeanne roz. Dinetové (1855). R. 1907 se oženil s Marcellou roz. Jeanniotovou 1879–1965 (budoucí manželkou Charlese Dullina), měli dceru Charlottu Vitalovou 1909–1984 (manželku herce Geymonda Vitala).
André Lebey, literát, básník a přítel Paula Valéryho, Pierra Louÿse a Jeana de Tinana, byl družstevním aktivistou a socialistou. V roce 1908 vstoupil do svobodného zednářství a v roce 1910 do socialistické strany. V letech 1910–1914 byl šéfredaktorem časopisu Revue Socialiste, který řídil jeho přítel Albert Thomas, v letech 1914–1919 byl poslancem Section Française de l'Internationale Ouvrière (SFIO) za Seine-et-Oise. V roce 1919 z této strany odešel a kandidoval do parlamentu na disidentské kandidátce; byl poražen. R. 1920 vstoupil do Parti socialiste français (PSF) a kandidoval za ni v parlamentních volbách v roce 1924, ale bez úspěchu. Nadále publikoval četné historické práce a memoáry a přispíval do novin a časopisů.

### Vyznamenání
- Rytíř Řádu čestné legie (1932)

## Dílo
- 1895: La Scène (théâtre)
- 1896: Automnales (poésie) – Le cahier rose et noir – Chansons grises
- 1897: Les premières luttes
- 1898: Les poèmes de l'amour et de la mort
- 1899: Chansons mauves – Les élégies du jardin mélancholique
- 1900: L'âge où l'on s'ennuie (chronique contemporaine) – Les colonnes du temple
- 1901: Le Condottiere Castruccio Castracani
- 1902: Essai sur Laurent de Médicis, dit le Magnifique
- 1904: Le Connétable de Bourbon (1490–1527) – Sur une route de cyprès
- 1905: Les pigeons d'argile – Louis-Napoléon Bonaparte et la révolution de 1848
- 1906: Les trois coups d'état de Louis-Napoléon Bonaparte
- 1910: Le Socialisme et la franc-maçonnerie
- 1911: Introduction à la morale laïque, rapport présenté au Congrès des loges de la région parisienne
- 1912: Louis-Napoléon Bonaparte et le ministère Odilon Barrot, 1849 – Sur une route de peupliers – Les Nouvelles formes de la lutte anticléricale, conférence faite le 7 mai 1912, à la Fédération des jeunesses républicaines, École des hautes études sociales
- 1913: Du socialisme envisagé au point de vue philosophique – Éloge de Vauvenargues
- 1914: L'Anticléricalisme et la classe ouvrière
- 1918: Une dame et des messieurs (roman)
- 1920: L'Esprit de l'enseignement nouveau [Texte imprimé], conférence faite à la Ligue de l'enseignement, le 17 mars 1920
- 1921: Jean de Tinan
- 1922: Catilina, drame en 3 actes, en vers
- 1924: Ameno Kamato
- 1925: Dieux d'Égypte – Le roman de la Mélusine – La France et les peuples de la Petite Entente, Discours prononcés lors de la Tenue Blanche Collective du 6 juin 1925, réunissant la Loge La Fraternité des Peuples et la Loge Franco-Yougoslave Le Général Peigné
- 1926: Dans l'atelier maçonnique – L'initiation de Vercingétorix
- 1927: La Franc-maçonnerie et la paix – Isis et Pallas, dialogue d'Orient et d'Occident
- 1928: Esquisse d'une doctrine spirituelle de puissance (discours) – 1928: Le Vénérable et le curé (roman)
- 1929: Lamartine dans ses horizons
- 1931: Andarta (poèmes)
- 1932: Montgueux – Main votive aux Gracques
- 1932: Quatre pétales
- 1933: Nécessité de l'histoire
- 1934: Qu'est-ce que la Franc-Maçonnerie?
- 1935: La Vérité sur la franc-maçonnerie par des documents avec le Secret du Temple
- 1937: La Fayette ou Le militant franc-maçon (2 tomes)

### V češtině
- Ennoia – úvod František Sekanina, in: 1000 nejkrásnějších novel... č. 97; z Moderní Revue; přeložil Arnošt Procházka. Praha: J. R. Vilímek, 1916